# Constantin Vaeni
Constantin Vaeni (n. 13 mai 1942, București, România) este un regizor, scenarist și actor român.

## Carieră profesională
Prima sa legătură cu filmul a avut loc în Dincolo de brazi (1958), regizat de Mircea Drăgan și Mihai Iacob, despre un grup de ostași români ce au împiedicat în toamna anului 1944, împreună cu locuitorii unui sat de munte, retragerea unei unități germane. Adolescentul Constantin Vaeni a apărut ca actor în acel film.:p. 186 Ulterior, el a absolvit în anul 1969 cursurile de regie de film de la IATC.
Constantin Vaeni a debutat ca regizor secund al filmului Printre colinele verzi (aprilie 1971), regizat de prozatorul Nicolae Breban.:p. 234 A lucrat apoi câțiva ani ca regizor de filme documentare, realizând scurtmetrajele Apoi s-a născut orașul (1972), ce prezenta ultimele clipe ale vechii Orșove, ce a fost mutată din calea apelor Dunării,:p. 272 Suflet din sufletul neamului său (despre personalitatea lui Nicolae Bălcescu), Play-Cupa Davis (despre finala de Cupă Davis în care au jucat Ilie Năstase și Ion Țiriac), Începuturi (despre repartizarea unor proaspăt absolvenți de facultate pe plaiuri tulcene, bihorene, brăilene și vrâncene, pe fundalul muzical al unei balade cântate de Tudor Gheorghe) și Lungul drum al pâinii către casă, un film de montaj despre asanarea Insulei Mari a Brăilei și transformarea bălții în teren arabil).:p. 273
El a trecut apoi în februarie 1975 la lungmetrajul de ficțiune, realizând filmul Zidul, ce prezenta „un adevărat ritual al claustrării, cu consecințe - psihice, moral-volitive, fizice” al unui tânăr (Gabriel Oseciuc) care a tipărit singur, izolat timp de câteva luni într-o încăpere zidită, ziarul clandestin România liberă.:p. 257 Au urmat filmele Buzduganul cu trei peceți (1977), o versiune politizată a evenimentelor ce au condus în 1600 la unirea celor trei țări române, cu Victor Rebengiuc în rolul lui Mihai Viteazul,:p. 257 Vacanță tragică (1979), inspirat din romanul Nada Florilor de Mihail Sadoveanu, despre un conflict cu final tragic între luptătorii socialiști și forțele de poliție în timpul revoltei țărănești din 1888,:p. 257 și Ancheta (1980), un film de actualitate.:p. 258
Filmul Imposibila iubire (1984) a adaptat romanul Intrusul al lui Marin Preda, păstrând spiritul operei literare.:p. 319 În filmografia regizorului au urmat Acasă (1985),:p. 309 despre un tânăr muncitor constructor (Șerban Ionescu) care este frământat de dorința întoarcerii în satul natal,:p. 363 și Drumeț în calea lupilor (1988),:p. 310 ce prezintă ultimele ore din viața istoricului patriot Nicolae Iorga (interpretat de Valentin Teodosiu).:p. 396
A mai realizat periodic și alte filme documentare: Teatrul cel Mare (1979), ce i-a omagiat pe marii actori ai teatrului românesc,:p. 296 Campionii (1981), un film de montaj despre marii sportivi români din ultimele trei decenii,:p. 342 și După 20 de ani, Orșova (1989).:p. 372 A apărut, de asemenea, ca actor în filmul Ultimele zile ale verii (1976) al lui Savel Stiopul.:p. 286
După Revoluția din decembrie 1989, Constantin Vaeni a fost director al Studioului de Creație „Gamma” (1990-1993) și membru al Consiliului Național al Audiovizualului (1993).

## Filmografie

### Regizor

#### Filme artistice
- Zidul (1975)
- Buzduganul cu trei peceți (1977)
- Vacanță tragică (1979)
- Ancheta (1980)
- Imposibila iubire (1984)
- Acasă (1984)[4]
- Drumeț în calea lupilor (1990)

#### Filme documentare
- Apoi s-a născut orașul (1972)
- Cupa Davis (1972)
- Începuturi (1973)
- Suflet din sufletul neamului său (1974)
- Lungul drum al pâinii către casă (1974)
- Igiena termoreglării (1975)
- Ion Jalea (1978)
- Teatrul cel Mare (1979)
- Aproape totul despre grâu (1979)
- Campionii (1981)
- Sub semnul tragic al vitezei (1981)
- Bacăul turistic (1981)
- Cablul românesc (1982)
- Eficiență-calitate-rapiditate (1984)
- IPSUIC Satu Mare (1985)
- Cursa ilegală (1987)
- După 20 de ani, Orșova (1989)

### Scenarist
- Imposibila iubire (1984)

### Actor
- Mingea (1959)
- Zidul (1975)
- Ultimele zile ale verii (1976)

## Premii
A fost distins de Asociația Cineaștilor din România (ACIN) cu premiul Opera Prima pentru filmul de scurt metraj Apoi s-a născut orașul (1972),:p. 12 cu premiul pentru film documentar pentru filmul Aproape totul despre grâu (1979):p. 38 și cu premiul special al juriului pentru filmul Imposibila iubire (1984).:p. 61
A mai obținut premiul special al Festivalului Internațional de la Thessaloniki (1972), premiul Cupa de cristal pentru filmele documentare de scurt metraj Aproape totul despre grâu și Lungul drum al pîinii către casă (1979), premiul ACIN pentru debut (1975) și Marele premiu al Festivalului internațional Tînărul film politic european de la Bruxelles (1978) pentru Zidul, premiul pentru regie la Festivalul filmului de la Costinești și Marele premiu al Festivalului internațional al filmului neorealist de avangardă de la Avellino (1984) pentru filmul Imposibila iubire.
Distins (în 2002) de către Ministerul Culturii și Cultelor și de către Centrul Național al Cinematografiei cu Premiul de Excelență. Distins cu Ordinul Național „Serviciul Credincios” în grad de cavaler (2002). Filmele artistice Zidul, Buzduganul cu trei peceți și Drumeț în calea lupilor au făcut parte din selecțiile festivalurilor internaționale de la Moscova, respectiv Teheran și Cairo și, respectiv, Montreal.